# Гейгер, Рихард
Рихард Гейгер (нем. Richard Geiger, 29 июня 1870, Вена — 9 февраля 1945, Будапешт) — австрийский художник еврейского происхождения. Известен, прежде всего, своими графическими работами: иллюстрациями, плакатами, экслибрисами. Писал также картины маслом, в первую очередь в области жанровой живописи.

## Жизнь и творчество
Окончил художественную школу в Вене, затем учился в австрийской Академии изящных искусств. Ученик Христиана Грипенкерля и Августа Эйзенменгера. Затем изучал скульптуру в Берлинской академии под руководством Фрица Климша, принимал участие в академических выставках со своими бюстами и пластическими работами. Затем продолжает образование в парижской Академии Жюлиана, работает в художественном ателье Франсуа Фламенка, создавая в основном картины из жизни парижских клошаров. С 1893 года живёт и работает в Будапеште, где первоначально рисует жанровые полотна. Сотрудничает с различными венгерскими издательствами. Начиная с 1906 года Р.Гейгер иллюстрирует 20 — томное собрание сочинений Карла Мая для будапештского издательства Athenaeum, создав для этого 104 графических работы. Мастер плаката и экслибрисов. Во время Первой мировой войны работает иллюстратором венгерского еженедельника Tolnai Világlapja. В 1920 — е годы приобрёл известность как иллюстратор многочисленных литературных изданий. Как живописец создаёт портреты, картины мифологического содержания, жанровые полотна (так называемые «Пьеретты»).
Работы Р. Гейгера были награждены на многочисленных графических выставках во Франции, Венгрии и в Германии.

## Галерея

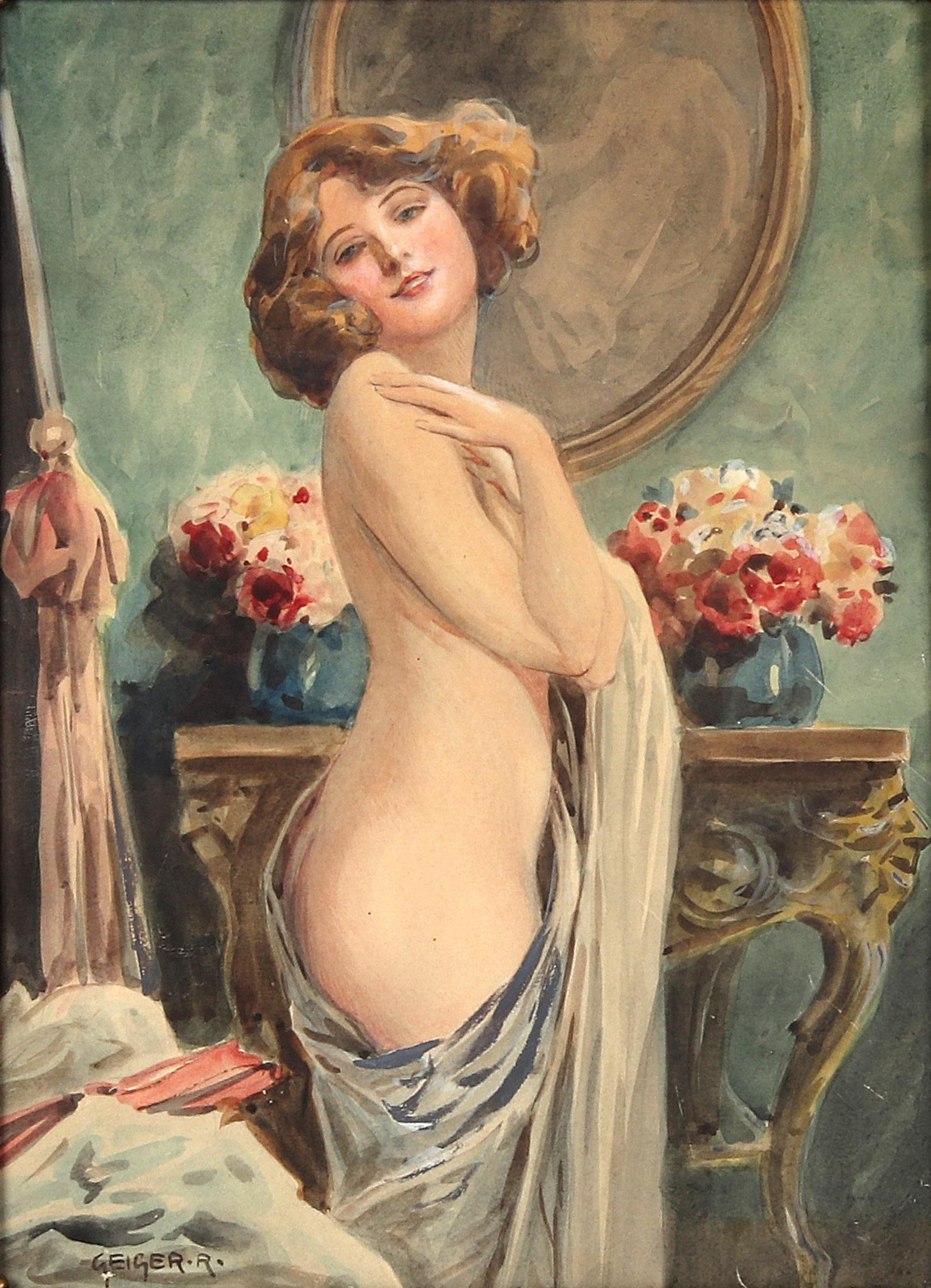
Юная прелесть
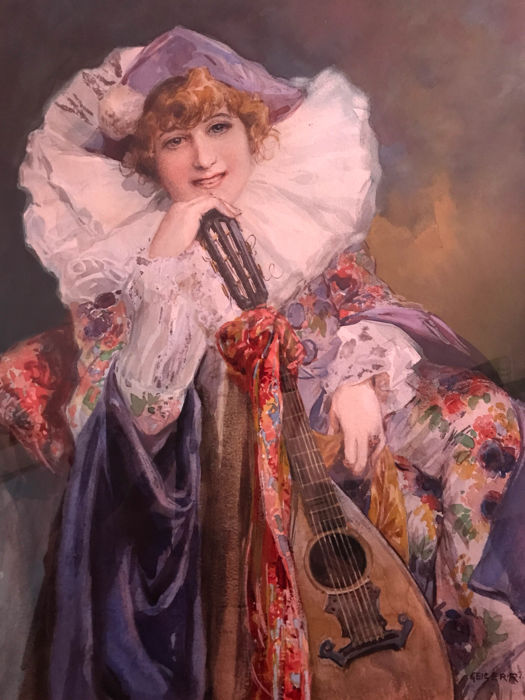
Пьеретта с лютней
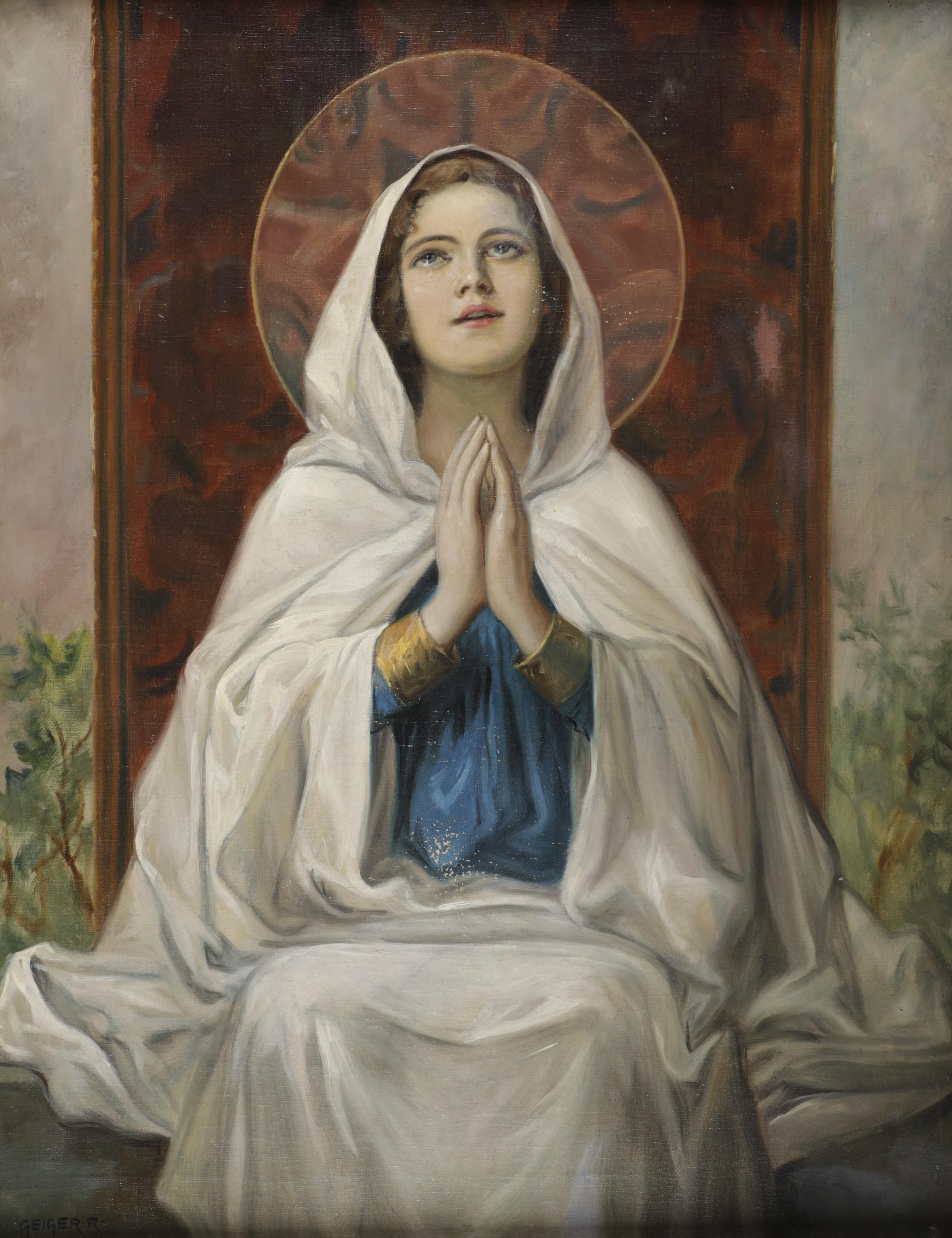
Мадонна
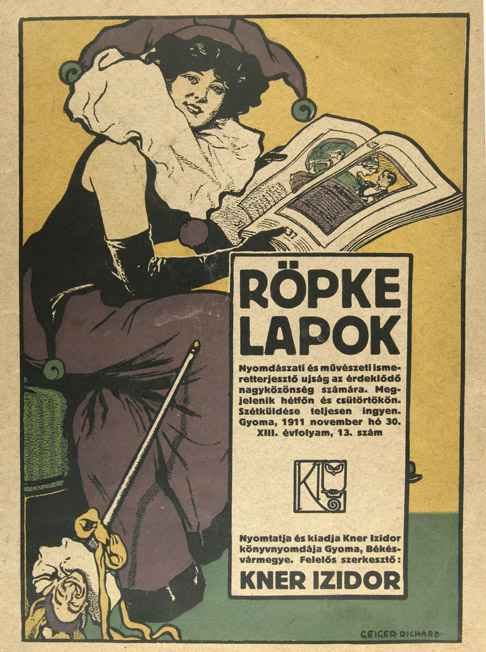
«Röpke Lapok». Рекламный плакат журнала.
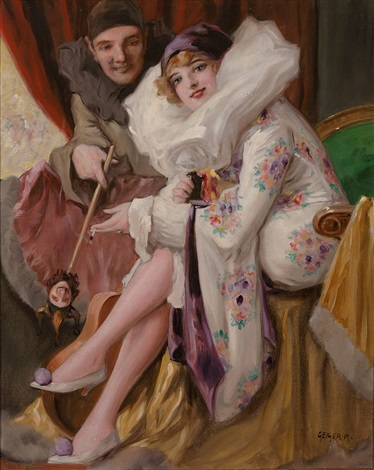
Пьеро и Пьеретта
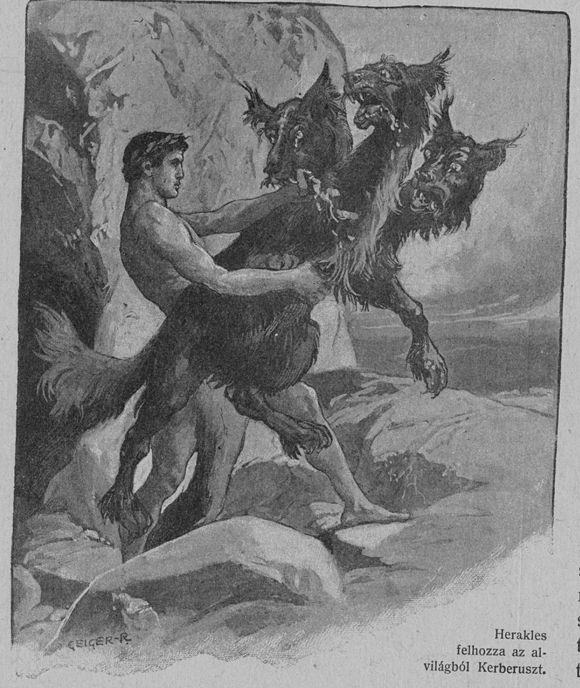
Геракл, сражающийся с Гидрой. Иллюстрация к «Всемирной истории» Э.Залана
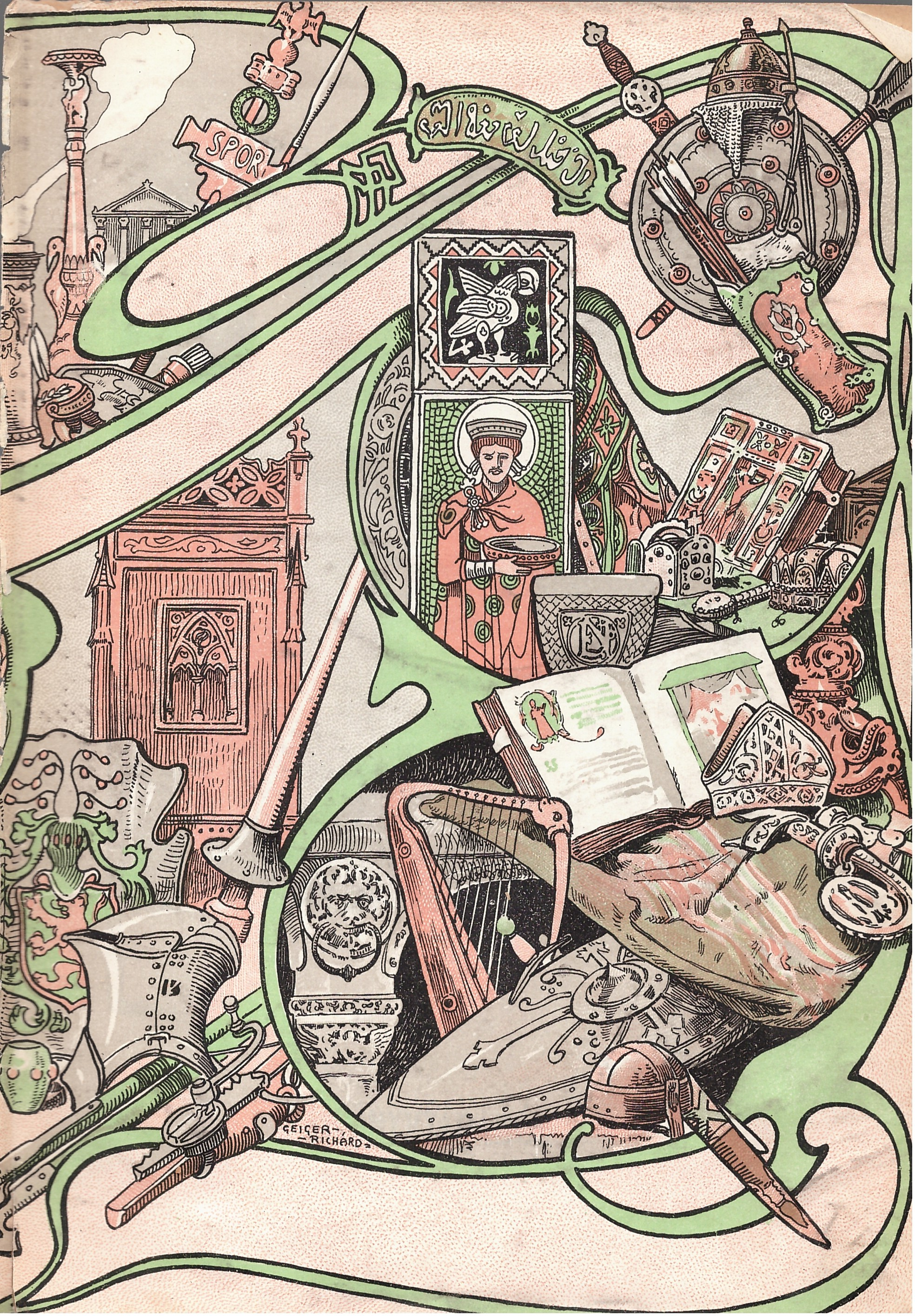
Иллюстрация к «Всемирной истории» Э.Залана
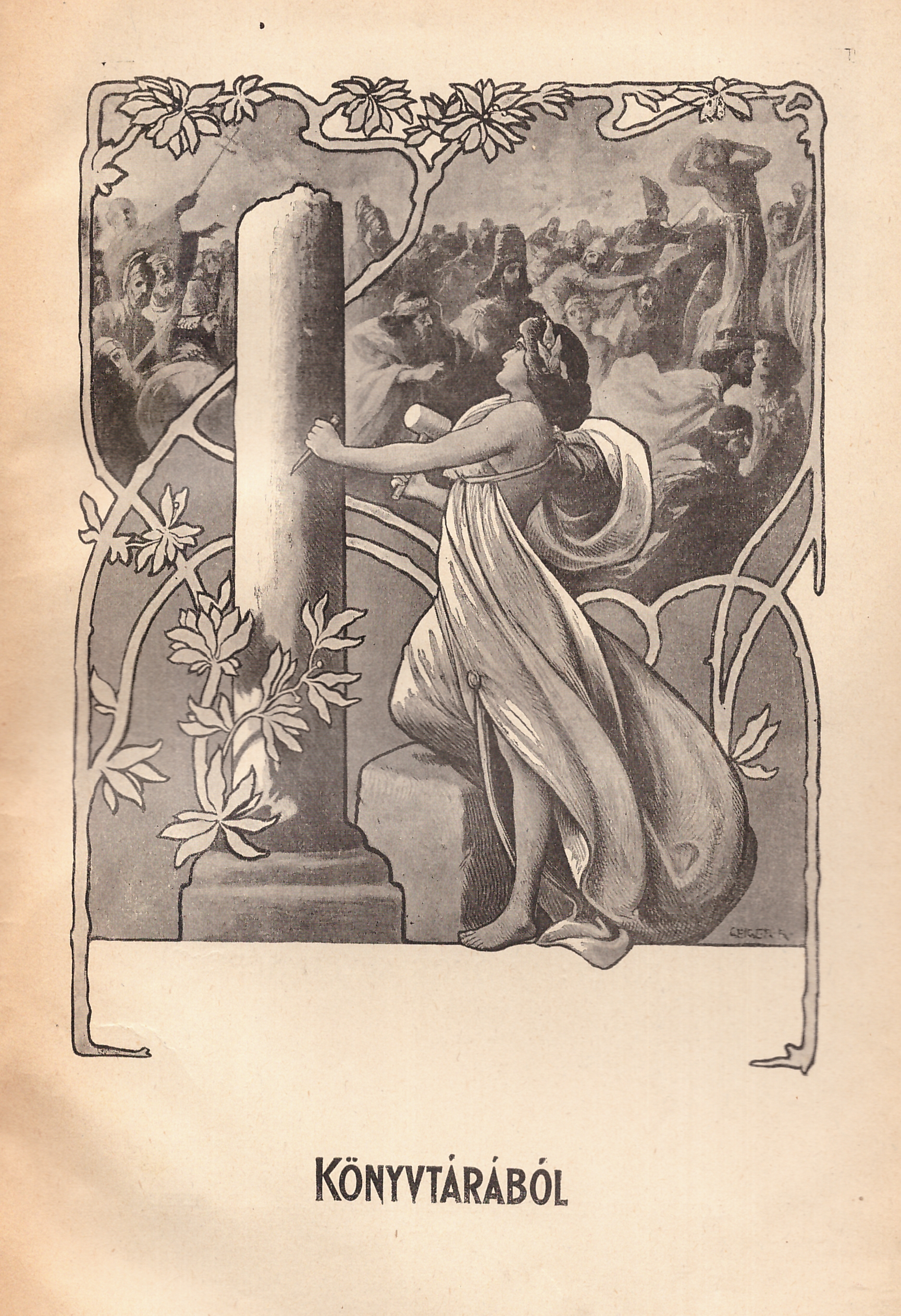
Иллюстрация к «Всемирной истории» Э.Залана

## Дополнения
- Richard Geiger (Austrian, 1870—1945).  работы Рихарда Гейгера наartnet.